# Motörhead (альбом)
Motörhead (рус. Моторхэд) — второй (но выпущенный первым) студийный альбом английской хеви-метал-группы Motörhead, вышедший в 1977 году.

## История
1 апреля 1977 года, после почти двух лет труда в безызвестности с надеждой на запись, Motörhead решили устроить последний концерт в клубе «Marquee», в Лондоне. Они попросили Теда Кэрролла, главу Chiswick Records, записать представление для потомков. Вместо этого он предложил группе записать сингл. Это был их последний шанс, они записали 13 минусовок всего за два дня, достаточно впечатлив Кэрролла для того чтобы он дал дополнительное время для завершения треков. Восемь из них были выпущены в этом одноименном альбоме. Альбом достаточно обеспечил группу для того чтобы остаться вместе, но следующий альбом, Overkill, стал их настоящим прорывом.
Перед этим группа записала свой дебютный альбом On Parole для United Artists Records, но звукозаписывающая компания задерживала издание, не уверенная в его коммерческой успешности. Группа решила перезаписать этот альбом почти полностью, кроме песен «Fools» и «Leaving Here». В дополнение к этому были записаны две свои песни «White Line Fever» и «Keep Us on the Road», а также кавер «Train Kept A-Rollin’».
Первый трек «Motorhead» вместе с не входящим в альбом «City Kids» были выбраны для релиза на 7" и 12" пластинках в качестве синглов. Четыре оставшихся песни оставили до 1980 года, когда они были выпущены в Beer Drinkers and Hell Raisers EP. Вторая сторона и EP позже стали бонусами к CD изданию.
Рисунок на обложке, клыкастая морда, позже ставшая логотипом группы, был сделан художником Джо Петагно (Joe Petagno). Внутренняя обложка содержала фотографии группы и их друзей, плюс благодарности от Лемми, Эдди и Фила. Рекламой для альбома, сингла и тура послужили слова «Внимание! Группа пленных не берёт!» («Achtung! This Band Takes No Prisoners»).

## Список композиций

### Оригинальные треки
1. «Motorhead» (Иэн Килмистер) — 3:13
2. «Vibrator» (Ларри Уоллис, Дэс Браун) — 3:39
3. «Lost Johnny» (Килмистер, Мик Фаррен) — 4:15
4. «Iron Horse/Born to Lose» (Фил Тейлор, Мик Браун, Гай «Бродяга» Лоуренс) — 5:21
5. «White Line Fever» (Эдди Кларк, Килмистер, Тэйлор) — 2:38
6. «Keep Us on the Road» (Кларк, Килмистер, Тэйлор, Фаррен) — 5:57
7. «The Watcher» (Килмистер) — 4:30
8. «Train Kept A-Rollin’» (Тини Брэдшоу, Говард Кэй, Лоис Манн) — 3:19

### Бонус-треки
1. «City Kids» (Уоллис, Дункан Сандерсон) — 3:24
  - Издавался на второй стороне сингла Motorhead.
2. «Beer Drinkers and Hell Raisers» (Билли Гиббонс, Дасти Хилл, Фрэнк Бирд) — 3:27
3. «On Parole» (Уоллис) — 5:57
4. «Instro» (Кларк, Килмистер, Тэйлор,) — 2:27
5. «I’m Your Witch Doctor» (Джон Мейолл) — 2:58
  - Треки 10 — 13 были изданы в Beer Drinkers and Hell Raisers EP в 1980.

## Участники записи
- Иэн «Лемми» Килмистер — бас, вокал
- Эдди Кларк — гитара
- Фил Тейлор — барабаны

## Некоторые релизы
- 12/Aug/1977 — UK vinyl — Chiswick, WIK2 — Первая тысяча черных обложек с серебряным логотипом. С внутренней обложкой.
- 10/Nov/1979 — UK vinyl — Chiswick/EMI, CWK3008 — 10000 копий изданных на белом виниле, с надписью «White vinyl fever» на обложке.
- 1981 — UK vinyl — Big Beat, WIK 2 — Красная надпись «Motörhead» и «Includes inner sleeve with rare pix» на обложке. С внутренней обложкой. Выпускались чёрные, чистые и красные пластинки (16000 экземпляров)
- Big Beat так же выпускали Direct Metal Mastered LP
- 1988 — UK CD — Big Beat, CDWIK 2 — Красная надпись «Motörhead» и «Plus 5 more headbanging tracks!!!» на обложке. Содержит бонусные композиции.
- 2/Apr/2001 — UK CD — Big Beat CDWIKM2 — Красная надпись «Motörhead». Содержит бонусные композиции[10].
- 16/Jul/2007 — UK vinyl — Devils Jukebox, DJB006LP — Копия оригинальной серебряной обложки на 180g виниле, ограниченная 666 пластинками. Первые 100 включали односторонний 12" серебряный винил с 5 бонусными треками, и постер[11].